# 默伦琴人
默伦琴人（英語：Melungeon）在美國是表示白人（北歐或中歐婦女的後裔）、黑人和印第安人的後代。從狹義上講，該術語是指居住在美國東南部的此類婚姻的後代，主要生活在阿巴拉契亞山脈中部—田納西州東部、弗吉尼亞州西南部及肯塔基州東部等地。他們的祖先很可能在17世紀中葉作為契約勞工被帶到弗吉尼亞州。目前，默伦琴人的人口估計有40000人。

## 歷史
默伦琴來自法語單詞mélange，意思是“混合物”。反過來，他們也分為不同的文化群體，根據各種分類，其數量達到200個。
這些人在美國種族隔離時代歸為黑人或穆拉托人，或被稱為“有色人種的自由人”，結果，他們被剝奪了“白人”身份。因此，他們不能投票，也不能從公共教育系統中受益，也不能成為土地擁有者。
直到1960年代，隨著種族歧視法規的廢除，默伦琴人才完全獲得了作為公民的權利。